# جورج كيلي (لاعب كرة قاعدة)
جورج كيلي (بالإنجليزية: George Kelly)‏ هو لاعب كرة قاعدة أمريكي، ولد في 10 سبتمبر 1895 في سان فرانسيسكو في الولايات المتحدة، وتوفي في 13 أكتوبر 1984 في بورلينغامي في الولايات المتحدة.

## وصلات خارجية
- جورج كيلي على موقعبيزبول رفرنس.كوم (الدوري الرئيسي) (الإنجليزية)
- جورج كيلي على موقعبيزبول رفرنس.كوم (الدوري الثانوي) (الإنجليزية)
- جورج كيلي على موقع مشجعي الرسوم البيانية (الإنجليزية)
- جورج كيلي على موقع قاعة مشاهير كرة القاعدة (الإنجليزية)